# Corrente de anel
Uma corrente de anel ou corrente anelar é uma corrente elétrica criada por partículas carregadas existentes em uma magnetosfera planetária. É causada pela circulação de partículas com 10 a 200 KeV.
Na Terra, a corrente anelar protege as latitudes baixas da Terra de correntes elétricas da magnetosfera, tendo, portanto, um grande efeito na eletrodinâmica de tempestades geomagnéticas. A corrente anelar terrestre é composta por uma banda localizada entre 3 a 5 raios terrestres.